# Boulevard du Temple

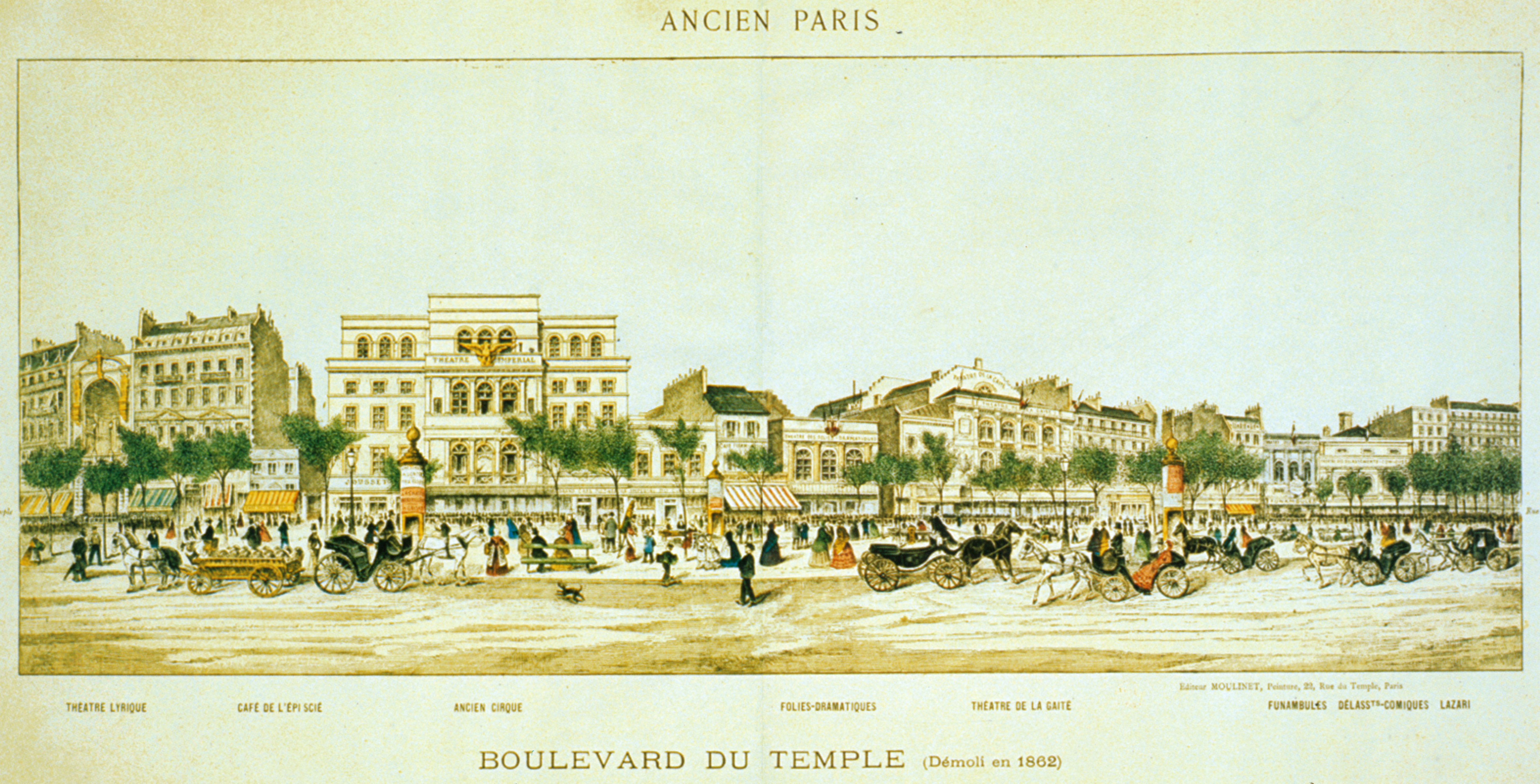
Il·lustració sobre el Bulevard du temple

El Bulevard du Temple, anteriorment anomenat "Bulevard del Delicte", és una carretera que es troba dins de París que separa el 3r districte del 11è. La carretera va des de la plaça de la República fins a la Plaça Pasdeloup. El nom del bulevard, es refereix a la proximitat que hi havia amb l'edifici de l'Orde del Temple.

## Història

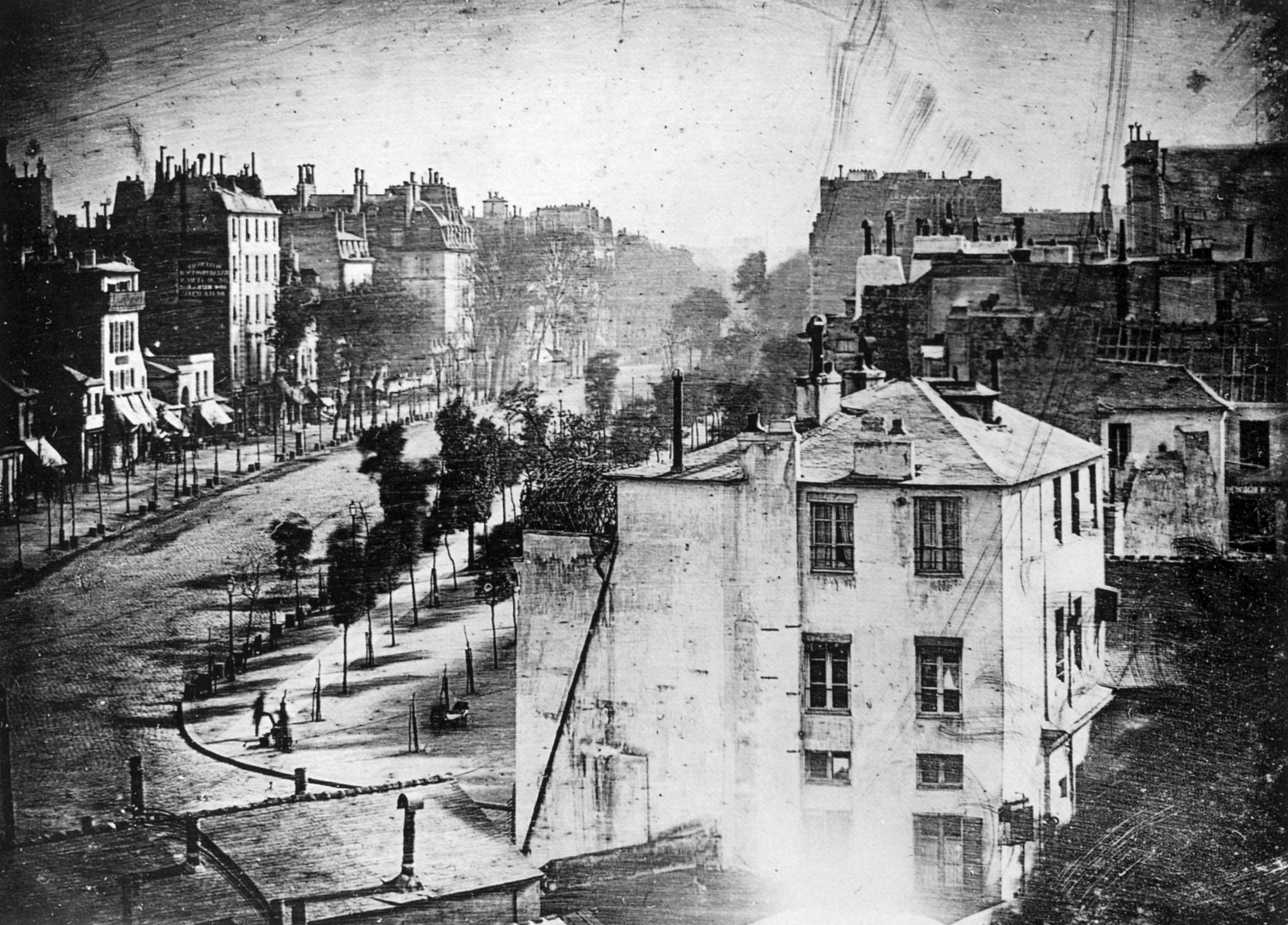
Louis Daguerre, va realitzar la primera fotografia on observem figueres humanes en el Bulevard du Temple (1838)

El Bulevard du temple, segueix el camí de paret que ressegueix la ciutat. Va ser construït per Charles V i enderrocat per Louis XIV. El bulevard va incorporar la filera d'arbres entre 1656 i 1705.
Va ser considerat un lloc molt popular des de l'època de Louis XVI (1774–1792) fins a la Monarquia de juliol del 1830. Era considerat un lloc per fer vida social, trobar-se amb els amics i caminar tranquil·lament. A causa de la forta popularitat, van instal·lar-se moltes cafeteries i teatres, els quals anteriorment estaven localitzats al barri Sant-Laurent i Saint-Germain.
Louis Daguerre l'any 1838 va elaborar una fotografia d'aquest carrer amb ajuda del Diorama. La imatge és un dels primers Daguerreotypes (inventat l'any 1837). És coneguda per ser la primera fotografia que mostra a dues persones.
Daguerre, va simplificar la forma d'elaborar fotografies respecte a les elaborades amb anterioritat com la Vista des de la finestra a Le Gras el 1826 elaborada per Nicéphore Niépce. Daguerre va elaborar la fotografia amb 15 minuts, en canvi Niépce la va elaborar amb 8 hores; per això no trobem ombres en la fotografia de Niépce. No obstant això, Daguerre va innovar, ja que va fotografiar a les primeres persones. Es tracten d'un home que neteja botes i el seu client, els quals van estar quiets durant 15 minuts per tal de sortir amb claredat a la fotografia.

## Fotografia (Luis Daguerre)

### Dades tècniques
La imatge està feta amb una tècnica fotogràfica anomenada daguerrotip, a la qual el propi inventor Louis Daguerre hi va donar nom. El negatiu és únic, està realitzat en una placa de coure coberta amb una capa de plata polida, i té unes mesures de 13 cm per 16 cm. La lent utilitzada tenia una distància focal de 38 mm i produïa una imatge invertida. L'angle de vista en indica que la cambra fotogràfica hauria de situar a una alçada d'uns quinze metres i a un centenar de metres de la cantonada del Boulevard du Temple, en un edifici a prop del Diorama de Louis Daguerre, a prop de la plaça de la République. El temps d'exposició s'estima generalment en uns 15 minuts, però hi ha indicis que probablement seria més curt perquè no podem veure el personatge parat durant 15 minuts. El temps del tret, calculat a partir de vegetació i ombres, indica la matinada d'abril o maig. L'aparent falta de vehicles i persones també és degut a la llum del sol i al moure's no van quedar registrats. Diverses persones han examinat la imatge per veure si hi ha rastres d'alguna altra activitat. Sembla que hi pot haver imatges febles d'altres persones i possiblement un nen que mira per la finestra i un cavall.
La presència de la figura del neteja botes fa pensar que Daguerre va enviar un dels seus ajudants perquè posés els minuts d'exposició per poder quedar enregistrat. A més, ja existeix una presa idèntica sense les figures, la qual cosa sembla que Daguerre, al comprovar que no s'apreciava a ningú va repetir la presa trucant-la per incloure les figures humanes i donar-li un toc de vivacitat imprescindible en una imatge urbana.

### Contextualització
En una fase d'experimentació i promoció, Daguerre realitza diversos plans des d'aquest punt de vista. Ofereix un marc amb tres plaques a Lluís I de Baviera: la famosa vista, una altra idèntica però presa al migdia (on ja no veiem el personatge) i un bodegó. No obstant això, les fotografies es van netejar malament el 1960, perjudicant definitivament l'original. Afortunadament se n'havia pres un negatiu el 1937, i és aquest el que avui permet tenir una versió acceptable de la famosa foto.
La reputació d'aquesta foto es deu a la seva edat, documentació i al fet que podem veure una silueta humana. Des del 1839, Samuel Morse, l'inventor del telègraf, a qui Louis Daguerre va mostrar la imatge, va estar completament sotmès. Va publicar una carta de París, l'abril de 1839, al New York Times, en què va assenyalar l'extraordinari detall. El Boulevard du Temple era, aquest matí assolellat de la primavera de 1838, sens dubte força animat, però el llarg temps d'exposició no va permetre arreglar els temes en moviment. Només l'home immòbil que feia les botes va quedar plasmat. Durant molt de temps ha sigut considerada la primera fotografia que representava un ésser humà, tanmateix, alguns altres negatius que la data desgraciadament ha quedat massa incerta, podrien robar-li el seu títol, com per exemple el retrat del senyor Huet del 1837. Hippolyte Bayard assegurava que havia fet autoretrats fotogràfics el 1837, però aquests no han sobreviscut. També hi ha altres daguerrotips, tant retrats com possiblement de Daguerre del 1837. L'autoretrat de l'americà Robert Cornelius es va prendre el 1839.

### Publicació
Daguerre va anunciar públicament la seva invenció a l'Académie des Sciences francesa el gener de 1839, però al març de 1839, un incendi al seu estudi va destruir gairebé tots els seus daguerrotips només deixant uns 25 que definitivament se li poden atribuir.
A l'octubre de 1839, com a esforç publicitari, va presentar al rei Lluís I de Baviera una rèptica emmarcada de la seva obra en la qual aquesta fotografia era la imatge de la mà dreta. Aquesta imatge es va etiquetar com a preses a les huit heures du matin i es va muntar una placa molt similar al panell esquerre marcat com a midi. Les dues imatges van ser preses el mateix dia, ja sigui el 1838 o el 1839, juntament amb una tercera placa que s'ha perdut des de llavors. El tríptic va ser exposat a l'Associació d'Arts de Múnic, on de seguida va cridar l'atenció amb el Leipzig Pfennig-Magazin dient que de la imatge de les 8 del matí apareixia que hi havia un home amb les botes polides que devia estar molt parat.
Les imatges es van emmagatzemar al palau reial i posteriorment als arxius de Bayerisches Nationalmuseum on es van anar deteriorant gradualment fins que el 1936 o 1937 l'historiador nord-americà de la fotografia Beaumont Newhall les va redescobrir i va fer reproduccions per a la seva exhibició a Nova York. El 1949 els va publicar al seu llibre La història de la fotografia des de 1839 fins als nostres dies. Durant la Segona Guerra Mundial els daguerrotips originals es van mantenir en males condicions fins que el 1970 es van posar en préstec amb l'Stadmuseum de Múnic. Es va intentar restaurar, però amb resultats desastrosos. Des d'aleshores, els facsímils daguerreotip s'han produït a partir de còpies de Newhall.